# Herrenfahrer

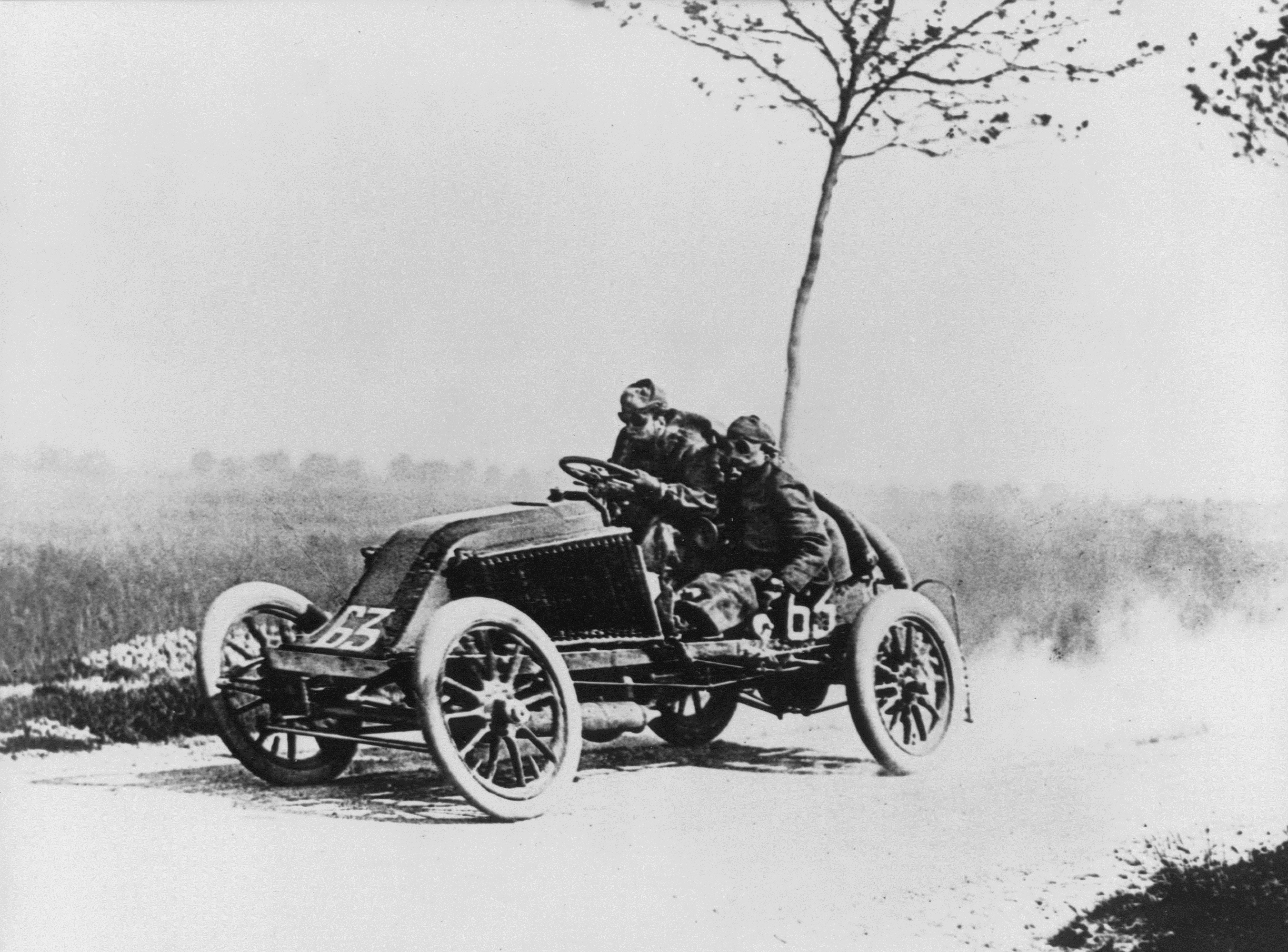
Herrenfahrer Marcel Renault im Rennen Paris-Madrid 1903

Als Herrenfahrer wurden im frühen Automobilsport Rennfahrer bezeichnet, die bei den Wettbewerben mit ihren eigenen Wagen als Amateure antraten – im Gegensatz zu den bei den Automobilunternehmen angestellten Werksfahrern, die bei Rennen Firmenwagen steuerten.
Zu Beginn des 20. Jahrhunderts gab es im gesamten deutschsprachigen Raum Herrenfahrer-Verbände, etwa die Wiener Motorsportliche Herrenfahrer-Vereinigung.

## Begriff
Der Begriff Herrenfahrer – analog zu Herrenreiter gebildet – wurde für Kutscher, Radfahrer und Motorradfahrer schon im 19. Jahrhundert benutzt. So war der Herrenfahrer im Wiener Sportblatt: Centralblatt für die Interessen der Pferdezucht und den Sports ein gängiger Begriff für besonders wendige Kutscher:
Der Glanzpunkt des Abends [in der Tippelt'schen Reitschule] dürfte unstreitig die Fahrschule werden, indem die Lenker der Gespanne einige in unseren Sportkreisen rühmlichst bekannte Herrenfahrer sind, deren schnittige Jucker eine Zierde unseres Pratercorso bilden, und eine derartige Production unseres Wissens bis jetzt in Wien nicht stattgefunden hat.
Auch besonders sportliche Fahrradfahrer, wie etwa beim Radrennen („Fernfahrt“) Wien – Berlin am 29. Juni 1893, wurden Herrenfahrer genannt.
Erst mit der Serienfertigung und der damit verbundenen Erschwinglichkeit kleiner Automobile für Bürger mittlerer Einkommen in den 1920er Jahren etablierte sich der Begriff in der Welt des Motorsports. Zuvor konnten sich nur Reiche Automobile leisten und ließen sich in der Regel von Angestellten chauffieren, die die Fahrzeuge auch reparieren konnten.
Im anglo-amerikanischen Sprachraum heißen Herrenfahrer Gentleman Drivers, im Gegensatz zu den Pay Drivers, die nicht, wie oft angenommen, dafür bezahlt wurden, dass sie fahren, sondern sich gratis ins Cockpit setzten und dem Team aus ihrem persönlichen Vermögen Sponsorengelder oder andere Unterstützung zukommen ließen.

## Geschichte

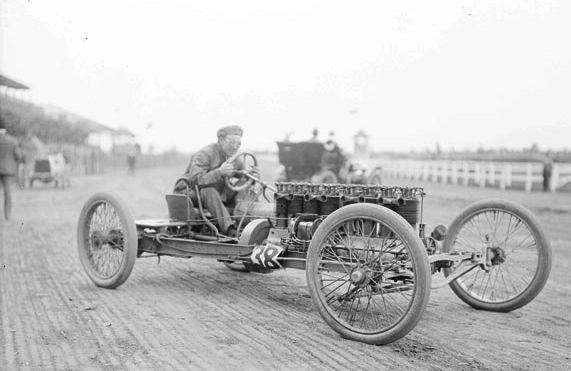
Herrenfahrer: Carl Graham Fisher (1874–1939), amerikanischer Unternehmer und Rennfahrer, auf der Harlem-Rennbahn, Illinois, 1904

In Deutschland erschien zwischen 1924 und 1928 eine Monatszeitschrift mit dem Titel Der Herrenfahrer – das Blatt vom Auto und anderen Annehmlichkeiten des Lebens. Diese Zeitschrift beschäftigte sich von Beginn an mit dem Auto als Inbegriff eines neuen Lebensstils, der Mobilität, der Unabhängigkeit, des technischen Fortschritts. Neben Berichten über Automobilmessen, Autotests, Mode für den Autofahrer, Autorennen druckte die Zeitschrift auch Comics, Glossen (zum Beispiel über den Autokauf oder über die Frau am Steuer) und wissenschaftliche Abhandlungen (zum Beispiel über die Technik des Kompressormotors). Sie gilt als Vorläufer der modernen Autozeitschriften. Anfangs war Der Herrenfahrer auch das Organ des Motorradclubs von Deutschland (MvD).
Die ersten Autorennen seit Mitte der 1890er Jahre bestritten in Europa und in den Vereinigten Staaten zunächst die Konstrukteure und deren Mitarbeiter selbst, um ihre Maschinen zu testen und mit der Konkurrenz zu messen. In Europa bevorzugte man dafür Stadt-zu-Stadt-Rennen, die nach dem tödlichen Unfall Marcel Renaults am 24. Mai 1903 im Rennen Paris–Madrid aufgegeben wurden; bei weiteren Unfällen in diesem Rennen hatten mehrere Rennfahrer und Zuschauer ihr Leben verloren. Ebenfalls ins Rennen starteten stets auch Amateure, die sogenannten Herrenfahrer. Sie entstammten durchweg der wohlhabenden höheren Gesellschaftsschicht und waren begeisterte Automobilisten, so zum Beispiel Emil Jellinek, Wiener Geschäftsmann und Diplomat, der 1901 mit einem Daimler-Rennwagen bei der Rennwoche in Nizza siegte. Bereits nach dem Ersten Weltkrieg und in den 1920er und 1930er Jahren fuhr den meisten Herrenfahrern die Konkurrenz der angestellten Werksfahrer von Alfa Romeo, Auto Union, Maserati oder Mercedes-Benz – unter ihnen zum Beispiel Rudolf Caracciola, Hans Stuck, Bernd Rosemeyer oder Tazio Nuvolari – erfolgreich davon.
Der Begriff war auch in der Mitte des 20. Jahrhunderts geläufig. So hieß ein Heft mit Prüfungsfragen im Jahr 1948 (Autor: Alexander Niklitschek): „Autofahrschule für Berufs- u. Herrenfahrer“.
Heute nehmen Amateure als sogenannte Herrenfahrer gelegentlich noch erfolgreich an Radrennen und am Motorradsport teil.

## Bekannte Herrenfahrer
Bekannte Herrenfahrer waren neben anderen Philippe de Rothschild, der 1929 mit einem Bugatti T35 an zahlreichen Grand-Prix-Rennen teilnahm, darunter die Großen Preise von Monaco, San Sebastián und Deutschland. Fürst Georg Christian Lobkowitz aus der Tschechoslowakei verunglückte beim Avus-Rennen 1932 tödlich. Der letzte männliche Nachkomme des österreichischen Fürsten Metternich, Paul Alfons von Metternich-Winneburg, der von 1975 bis 1985 auch als Präsident der FIA wirkte, nahm 1956 mit seinem privaten Mercedes-Benz 300 SL am 24h-Rennen von Le Mans teil, schied allerdings nach 58 Runden vorzeitig aus. Als einer der letzten „echten“ Herrenfahrer gilt Carel Godin de Beaufort, ein niederländischer Adeliger, der mit seinem privaten Porsche 718 zu 28 Weltmeisterschaftsläufen der Formel 1 gestartet war. Beim Training zum Großen Preis von Deutschland 1964 auf dem Nürburgring verunglückte er schwer und starb einen Tag später.
Ein Herrenfahrer war auch Carlo Felice Trossi.